# طوطیچه‌های سبز
طوطیچه‌های سبز (نام علمی: Forpus) نام یک سرده از زیرخانواده طوطی نوگرمسیری است.